# Jimmy Robson
James „Jimmy“ Robson (* 23. Januar 1939 in Pelton; † 14. Dezember 2021) war ein englischer Fußballspieler. Als Halbstürmer war er beim FC Burnley Mitglied der Meistermannschaft von 1960 und später noch für den FC Blackpool, den FC Barnsley sowie den FC Bury – dort häufig auch auf der Innenverteidigerposition – aktiv.

## Sportlicher Werdegang
Robson entstammt wie viele spätere Fußballer und 1960er Meister des FC Burnley dem englischen Nordosten und gemeinsam mit seinem späteren Mannschaftskameraden Ian Lawson wurde er in einem Schulfinalspiel entdeckt. Sie stellten sich gemeinsam bei den „Weinroten“ mit einem Probetraining vor und unterzeichneten am selben Tag einen Amateurvertrag. An seinem 17. Geburtstag stattete der Erstligist Robson mit einem Profikontrakt aus und im Oktober 1956 kam er erstmals in der ersten Mannschaft zum Zug. Dabei profitierte er davon, dass Jimmy McIlroy mit der nordirischen Auswahl unterwegs war und gegen den FC Blackpool nicht zur Verfügung stand. So debütierte er als rechter Halbstürmer und der Einstand gelang, da er rund zehn Minuten vor Schluss mit dem Tor zum 2:2 eine Niederlage verhinderte. Dessen ungeachtet blieb er in den folgenden zwei Jahren weitgehend außen vor und die meiste Zeit verbrachte er in Burnleys Reservemannschaft. In der Saison 1958/59 entwickelte er sich letztendlich zum Stammspieler, wobei er in erster Linie Albert Cheesebrough verdrängte, der den Verein dann auch im Sommer 1959 in Richtung Leicester City verließ. Darüber hinaus nahm er im Mai 1959 für die englische U-23-Auswahl an einem Länderspiel gegen Deutschland in Bochum teil und beim 2:2 gelang ihm ebenfalls ein Tor – es blieb aber die einzige Länderspielerfahrung in seiner Karriere.
Insgesamt hatte Robson in Burnley vier erfolgreiche Jahre und nach seinem „Durchbruchjahr“ mit zehn Ligatoren gewann er mit seinen Mannen in der Saison 1959/60 die englische Meisterschaft. Dazu steuerte er 18 Treffer (davon fünf beim 8:0 gegen Nottingham Forest) bei, wobei er nur einen weniger als Ray Pointer und zwei weniger als Burnleys Toptorjäger John Connelly aufwies. Im folgenden Jahr absolvierte er 54 von 62 Pflichtspielen und in drei von vier Partien im Europapokal der Landesmeister trug er sich in die Statistik als Torschütze ein. Der nächste Erfolg war für ihn in der Saison 1961/62 neben dem Gewinn der Vizemeisterschaft das Erreichen des Endspiels im FA Cup. Auch hier schoss Robson gegen Tottenham Hotspur wieder ein Tor, aber sein Treffer zum 1:1 genügte nicht, denn postwendend geriet Burnley wieder in Rückstand und am Ende ging die Partie mit 1:3 verloren. Danach verlor er seinen Stammplatz an den aufstrebenden Andy Lochhead, aber bis zu seinem Abschied im März 1965 bestritt er noch 46 weitere Ligabegegnungen. Er wechselte schließlich für die Ablösesumme von 10.000 Pfund zum Erstligakonkurrenten FC Blackpool.
In Blackpool verbrachte Robson mehr als zwei Erstligajahre, die 1967 die mit dem Abstieg in die zweite Liga endeten. Nach der Jahreswende 1966/67 spielte Robson dabei vermehrt im Abwehrzentrum, wodurch sich die verhältnismäßig kleine Ausbeute von drei Toren im Abstiegsjahr relativierte. Nach gerade einmal drei Ligaeinsätzen für Blackpool in den ersten Monaten der Saison 1967/68 wechselte er dann im Januar 1968 zum FC Barnsley, der sich gerade auf dem erfolgreichen Weg zum Aufstieg in die Drittklassigkeit befand. Zweieinhalb Jahre später heuerte er beim FC Bury an, wo auch sein Ex-Burnley-Kollege Connelly unterwegs war. In Bury ließ er als Verteidiger seine aktive Profilaufbahn bis 1973 in etwas mehr als 100 Ligaspielen ausklingen.
Anschließend kehrte er nach Burnley zurück, arbeitete dort unter Jimmy Adamson als Jugendtrainer und blieb selbst Spieler in der Reservemannschaft. Das Engagement dauerte jedoch nur etwa ein Jahr an, bevor er sich im Trainerstab von Klubs wie AFC Rochdale und Huddersfield Town verdingte. Zuletzt für Burnley tätig war er ab 1998 unter Stan Ternent und nach sechs weiteren Jahren bei seinem langjährigen Verein setzte er sich zur Ruhe.

## Titel/Auszeichnungen
- Englische Meisterschaft (1): 1960
- Charity Shield (1): 1960 (geteilt)